# 北庄町
北庄町（きたしょうちょう）は、大阪府堺市堺区にある地名。2024年現在の行政地名は北庄町一丁から北庄町三丁。住居表示は実施済。

## 地理
堺区の中央部に位置する。東は今池町、北は錦綾町、西は九間町東・神明町東、南は南庄町に接する。西から順に一丁から三丁がある。

## 歴史

### 沿革
- 1939年（昭和14年）、堺市今池町・向陽町・南庄町1 - 2丁・田出井町の各一部より北庄町成立[6]。
- 2006年（平成18年）、堺市が政令指定都市に移行し、行政区を設置。北庄町は堺区の所属となる。

## 世帯数と人口
2024年（令和6年）9月30日現在の世帯数と人口は以下の通りである。
| 丁         | 世帯数  | 人口    |
| ---------- | ------- | ------- |
| 北庄町一丁 | 604世帯 | 1,064人 |
| 北庄町二丁 | 76世帯  | 123人   |
| 北庄町三丁 | 87世帯  | 158人   |
| 計         | 767世帯 | 1,345人 |

### 人口の変遷
国勢調査による人口の推移。
| 1995年（平成7年）  | 1,267人 | [ 7 ]  |  |
| 2000年（平成12年） | 1,358人 | [ 8 ]  |  |
| 2005年（平成17年） | 1,358人 | [ 9 ]  |  |
| 2010年（平成22年） | 1,361人 | [ 10 ] |  |
| 2015年（平成27年） | 1,482人 | [ 11 ] |  |
| 2020年（令和2年）  | 1,374人 | [ 12 ] |  |

### 世帯数の変遷
国勢調査による世帯数の推移。
| 1995年（平成7年）  | 506世帯 | [ 7 ]  |  |
| 2000年（平成12年） | 582世帯 | [ 8 ]  |  |
| 2005年（平成17年） | 571世帯 | [ 9 ]  |  |
| 2010年（平成22年） | 606世帯 | [ 10 ] |  |
| 2015年（平成27年） | 752世帯 | [ 11 ] |  |
| 2020年（令和2年）  | 705世帯 | [ 12 ] |  |

## 学区
市立小・中学校に通う場合、学区は以下の通りとなる。
| 丁         | 番   | 小学校           | 中学校             |
| ---------- | ---- | ---------------- | ------------------ |
| 北庄町一丁 | 全域 | 堺市立錦綾小学校 | 堺市立浅香山中学校 |
| 北庄町二丁 | 全域 | 堺市立錦綾小学校 | 堺市立浅香山中学校 |
| 北庄町三丁 | 全域 | 堺市立錦綾小学校 | 堺市立浅香山中学校 |

## 事業所
2021年（令和3年）現在の経済センサス調査による事業所数と従業員数は以下の通りである。
| 丁         | 事業所数 | 従業員数 |
| ---------- | -------- | -------- |
| 北庄町一丁 | 19事業所 | 79人     |
| 北庄町二丁 | 23事業所 | 214人    |
| 北庄町三丁 | 8事業所  | 109人    |
| 計         | 50事業所 | 402人    |

## 交通

### バス
- 南海バス[15]
- 9・9C・17・85・85L系統：北庄町

### 道路
- 堺中央線（大阪府道30号大阪和泉泉南線）

## 郵便
- 郵便番号：590-0007[3]（集配局：堺郵便局[16]）。